# Соловьиная Роща (парк)
Парк Соловьиная Роща — зона отдыха в Промышленном районе города Смоленска близ микрорайона «Соловьиная Роща».

## История создания
В 1983 году на территории будущего парка был организован лесопарк после строительства на его территории водоёма. Берега водоёма с северной и южной стороны вблизи плотины были благоустроены. Здесь установлены кабины для переодевания, пляжные «грибки», в отдельных местах проведена отсыпка берега песком.
Лесопарк расположился в пределах пологонаклонной моренной равнины, перекрытой лёссовидными суглинками. Пруд размещён в центральной части лесопитомника. Имеет вытянутую с запада на восток форму. Питание водоёма осуществляется стоком поверхностных вод в период снеготаяния и ливневых дождей. Предусмотрена возможность наполнения его водой буровых скважин, подающих воду в водопроводную сеть. Доля грунтового питания незначительна. Построен в верхней части лощины, переходящей ниже в овраг, впадающий слева в долину реки Ясенной.
27 декабря 2023 года на территории парка был открыт зоопарк, строительство и ввод в эксплуатацию которого велось с 2011 года.

## Современность
6 ноября 2018 года на территории бывшего лесопарка открыт новый парк «Соловьиная Роща». На территории парка был построен пешеходный мост через озеро. Также были оборудованы концертная площадка для проведения массовых мероприятий, спортивные и детские площадки, фонтан и дорожки из брусчатки.
В ноябре 2020 года на территории, примыкающей к парку, был открыт храм св. прп. Сергия Радонежского.
С 2020 года вблизи парка ведётся строительство школы.

## Фотогалерея

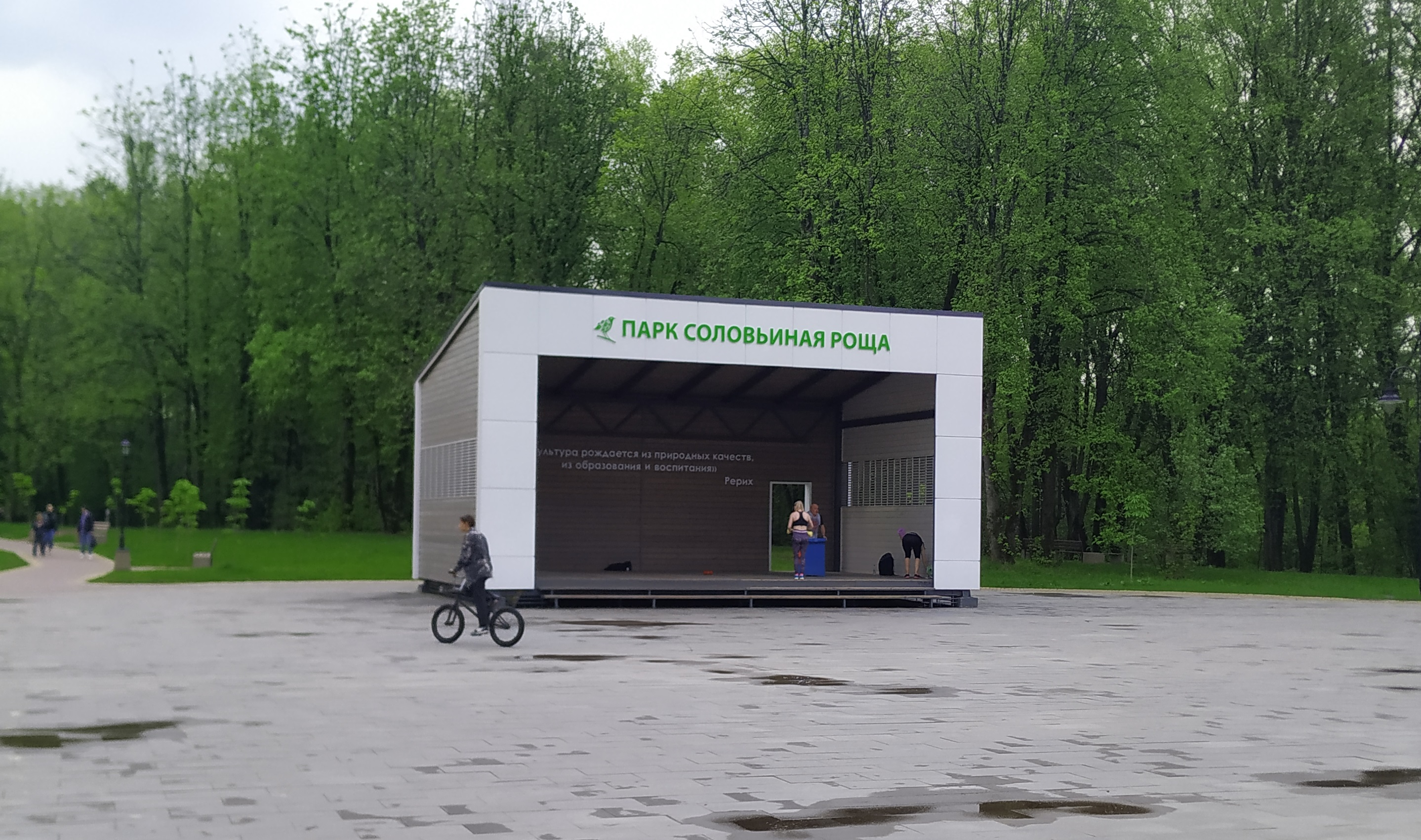
Концертная площадка
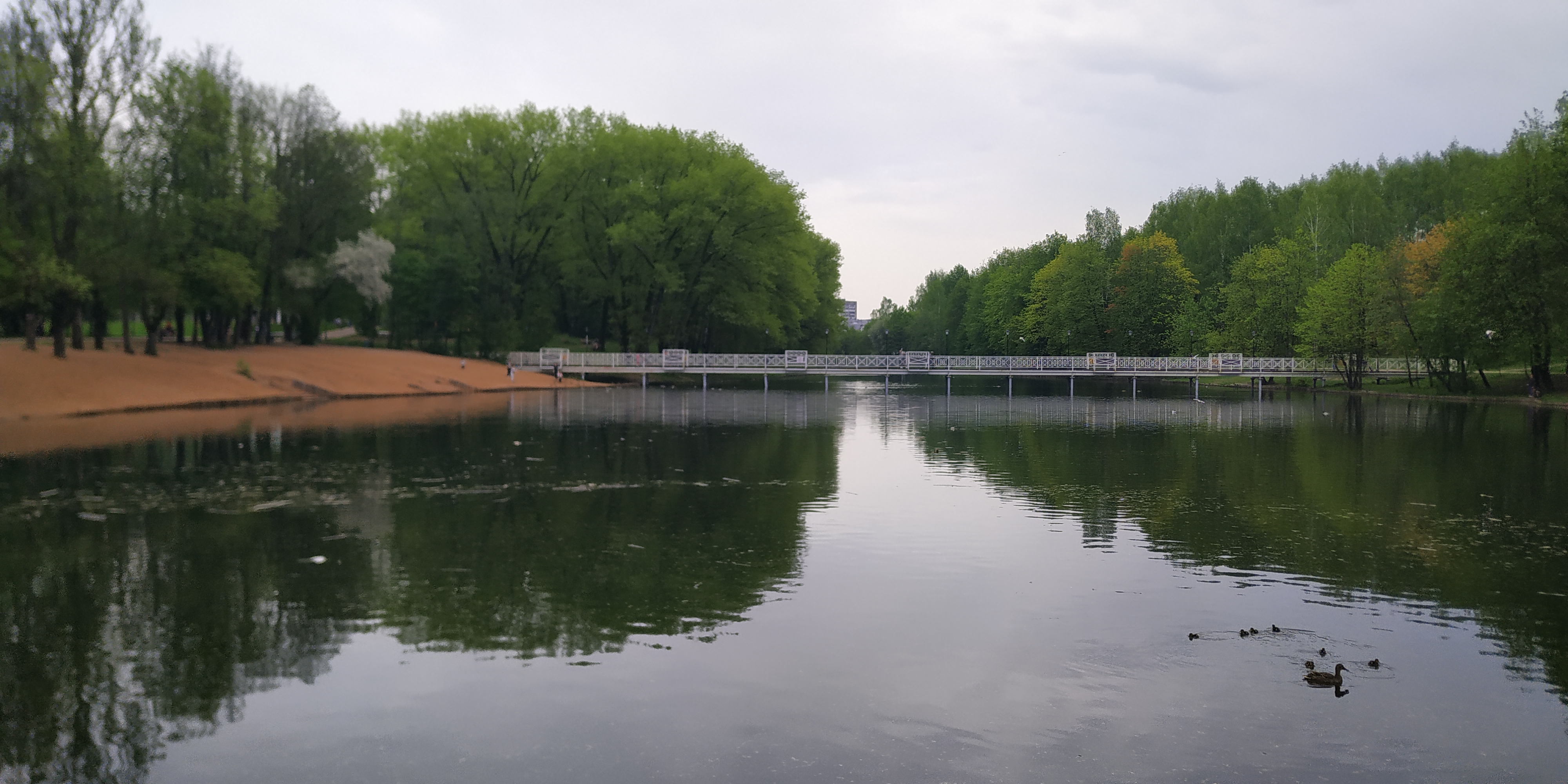
Мост через озеро
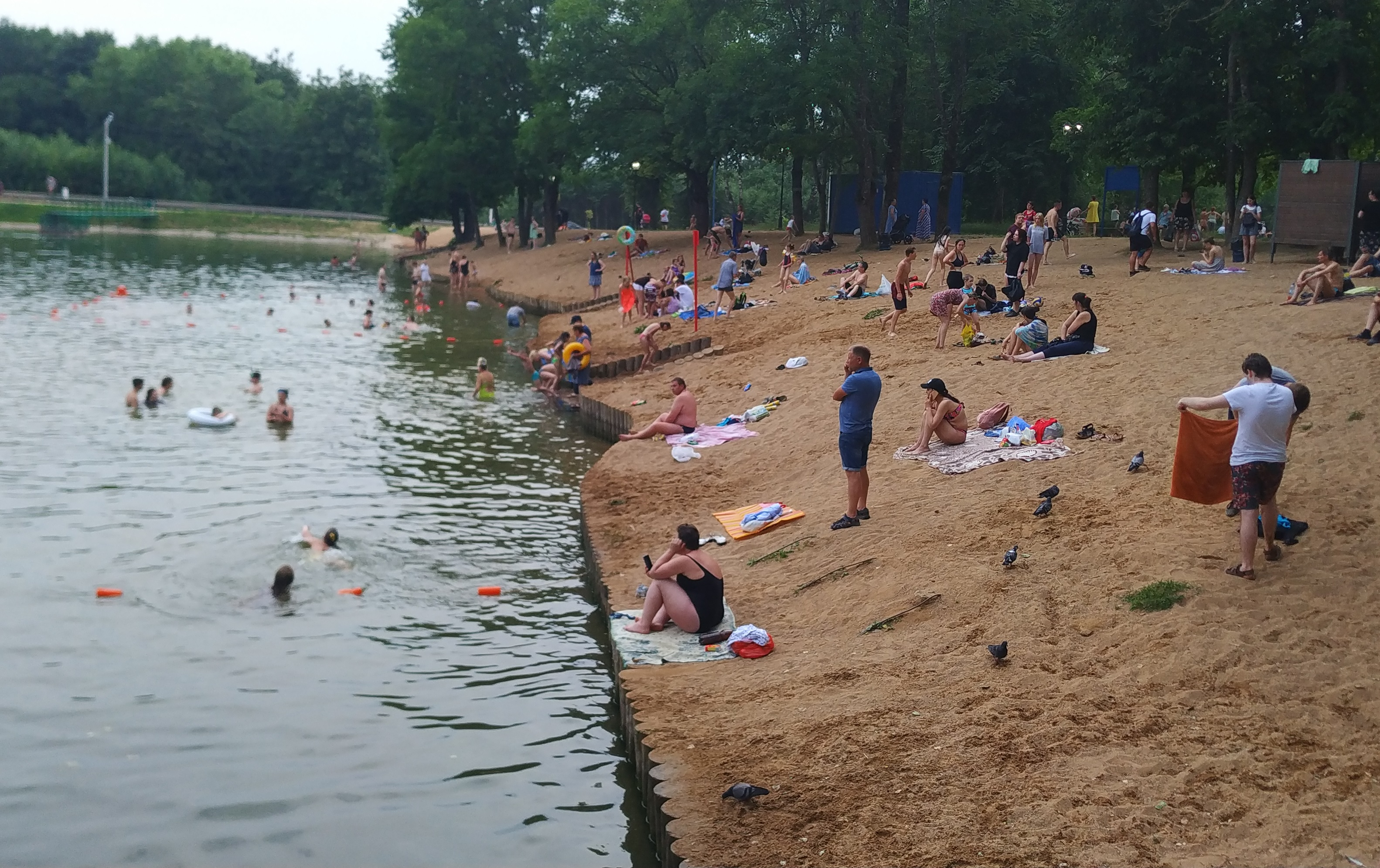
Летний пляж в парке